# Campeonato Mundial de Piragüismo en Eslalon de 1991
El XXII Campeonato Mundial de Piragüismo en Eslalon se celebró en Tacen (Yugoslavia) entre el 19 y el 23 de junio de 1991 bajo la organización de la Federación Internacional de Piragüismo.

## Medallistas

### Masculino
| Evento         | Oro | Plata | Bronce |
| -------------- | --- | --- | --- |
| K1 individual  | Shaun Pearce Reino Unido 143,65 pts.                                                                            | Marjan Štrukelj Yugoslavia 146,40 pts.                                                                   | Martin Hemmer · Alemania · 147,51 pts.                                                                               |
| C1 individual  | Martin Lang · Alemania · 160,19                                                                                 | Adam Clawson Estados Unidos 164,26                                                                       | Jacky Avril Francia 166,27                                                                                           |
| C2 individual  | Frank Adisson Wilfrid Forgues Francia 174,79                                                                    | Jiří Rohan Miroslav Šimek Checoslovaquia 175,30                                                          | Emmanuel del Rey Thierry Saïdi Francia 177,17                                                                        |
| K1 por equipos | Manuel Brissaud Gilles Clouzeau Jean-Michel Regnier Francia 175,36                                              | Thomas Becker · Michael Glöckle · Michael Seibert · Alemania · 181,23                                    | Luboš Hilgert Peter Nagy Pavel Přindiš Checoslovaquia 183,21                                                         |
| C1 por equipos | Adam Clawson Jon Lugbill Jed Prentice Estados Unidos 198,23                                                     | Jacky Avril Hervé Delamarre Emmanuel Brugvin Francia 203,57                                              | Mark Delaney Wiliam Horsman Gareth Marriott Reino Unido 219,34                                                       |
| C2 por equipos | Francia Frank Adisson / Wilfrid Forgues Thierry Saïdi / Emmanuel del Rey Gilles Lelievre / Jérôme Daille 211,15 | Checoslovaquia Jiří Rohan / Miroslav Šimek Petr Štercl / Pavel Štercl Viktor Beneš / Milan Kučera 224,01 | Alemania · Michael Trummer / Manfred Berro · Stephan Bittner / Volker Nerlich · Frank Hemmer / Thomas Loose · 238,54 |

### Femenino
| Evento         | Oro                                                               | Plata                                                                          | Bronce                                                                |
| -------------- | ----------------------------------------------------------------- | ------------------------------------------------------------------------------ | --------------------------------------------------------------------- |
| K1 individual  | Elisabeth Micheler · Alemania · 181,08 pts.                       | Dana Chladek Estados Unidos 184,00 pts.                                        | Kordula Striepecke · Alemania · 185,66 pts.                           |
| K1 por equipos | Myriam Fox-Jerusalmi Anouk Loubie Marianne Agulhon Francia 215,56 | Zdeňka Grossmannová Štěpánka Hilgertová Marcela Sadilová Checoslovaquia 251,60 | Kirsten Brown-Fleshman Dana Chladek Kara Ruppel Estados Unidos 272,12 |

## Medallero
| Núm. | País           | Oro | Plata | Bronce | Total |
| ---- | -------------- | --- | ----- | ------ | ----- |
| 1    | Francia        | 4   | 1     | 2      | 7     |
| 2    | Alemania       | 2   | 1     | 3      | 6     |
| 3    | Estados Unidos | 1   | 2     | 1      | 4     |
| 4    | Reino Unido    | 1   | 0     | 1      | 2     |
| 5    | Checoslovaquia | 0   | 3     | 1      | 4     |
| 6    | Yugoslavia     | 0   | 1     | 0      | 1     |
|      | TOTAL          | 8   | 8     | 8      | 24    |